# 公子达
公子达（？—？），姬姓，名达，鲁国公子，鲁桓公时的大夫。
前695年，高渠弥杀死了郑昭公立了公子亹，公子达认为高渠弥报仇报的太过分了，恐怕要被诛杀了。